# Вісвальдас Кульбокас
Вісвальдас Кульбокас (лит. Visvaldas Kulbokas; нар. 14 травня 1974, Клайпеда) — литовський католицький архієпископ, ватиканський дипломат; з 15 червня 2021 року апостольський нунцій в Україні і титулярний архієпископ Мартани.

## Життєпис
Народився 14 травня 1974 року в м. Клайпеда. У 1992 році закінчив середню школу в Клайпеді і вступив до Тельшяйської духовної семінарії. З 1994 до 2004 року навчався в Римі в Папському університеті Святого Хреста, де здобув науковий ступінь доктора богослов'я (2001) та ліценціат з канонічного права (2004).
19 липня 1998 року отримав священничі свячення, інкардинований до Тельшяйської дієцезії.
У 2001—2004 роках навчався в Папській церковній академії. 1 липня 2004 року розпочав дипломатичну службу у Ватикані як секретар представництва Святого Престолу в Лівані (2004—2007). У 2007—2009 роках був працівником нунціатури в Нідерландах, і в Росії (2009—2012). Упродовж 2012—2020 років працював у Відділі відносин з державами Державного Секретаріату Святого Престолу. У 2020—2021 роках — радник нунціатури в Кенії.
15 червня 2021 року Папа Франциск номінував о. Вісвальдаса Кульбокаса апостольським нунцієм в Україні і титулярним архієпископом Мартани.
Єпископську хіротонію отримав 14 серпня 2021 року в катедральному соборі святих Станіслава і Владислава у Вільнюсі. Головним святителем був кардинал П'єтро Паролін, державний секретар Святого Престолу, а співсвятителями архієпископ Вільнюський Ґінтарас Ґрушас і єпископ Тельшяйської дієцезії Алґірдас Юревічюс.
1 жовтня 2021 року — вручив вірчі грамоти Президенту України Володимиру Зеленському
Окрім литовської мови, володіє італійською, французькою, іспанською, англійською, українською та російською мовами.

## Нагороди
- Орден «За заслуги» II ст. (Україна, 2 червня 2022) — за вагомі особисті заслуги у зміцненні міждержавного співробітництва, підтримку незалежності та територіальної цілісності України, плідну дипломатичну діяльність[7]